# Wir bleiben zusammen
Wir bleiben zusammen ist ein deutsch-österreichischer Fernsehfilm aus dem Jahr 2000. Er handelt von einer großen Familie mit der 23-jährigen Tochter Kristine, zwei Jugendlichen (Max und Cornelia) und einem Kleinkind (Therese), die durch den Tod der Eltern vom Schicksal des Auseinanderbrechens verfolgt ist.

## Handlung
Die Großfamilie Bergmann in Steyr, bei der eine alte Haushälterin – Frau Scholz – angestellt ist, will eine Hochzeit feiern. Tine ist die älteste Tochter der Familie und hervorragende Pianistin in einem Quintett. Sie möchte den Geiger Richard Oberberg für eine Zweckehe heiraten. Die Eltern Bergmann sind über die Heirat von Tine und Richard nicht gerade erfreut, jedoch verabschiedet sich die Mutter von Tine vor der Hochzeit. Tine und Richard fahren mit dem Hochzeitswagen voraus und weil Max vom Radfahren zu spät zurückkommt, fahren die Eltern ohne ihn weg. Wegen des läutenden Handys verliert Vater Bergmann das Gleichgewicht am Steuer und die beiden prallen mit dem Auto gegen einen Baum und verunglücken tödlich. Max läuft zum Standesamt und meldet während der Trauung den Tod der Eltern und somit platzt die Hochzeit.
Nun will die Beamtin des Jugendamtes, Frau Freitag, der Familie helfen, um den unmündigen Kindern einen Vormund zu verschaffen. Tine bietet sich dazu an, Frau Freitag verlangt hierfür eine Antragstellung. Richard sollte sich auch der Kinder annehmen, dieser lehnt es aber ab und schlägt vor, die Kinder in einem Internat abzuliefern und das Kleinkind Resi zu Pflegeeltern zu geben. Tine verlässt Richard liebesmäßig. In der Familie bricht nun ein Chaos aus, Tine ist mit Arbeit im Quintett überhäuft und muss auch noch für die Kinder sorgen. Auch der Nachbar „Opa Friedrich“ hilft bei der Familie aus. Frau Freitag bestellt die Bergmanns zu einer Gerichtsverhandlung wegen der Klärung der Vormundschaftsache. Max behauptet auch von sich, schuld am Unfalltod der Eltern zu sein. Aber Tine tröstet ihn. Bei der Verhandlung entscheidet Richter Bülow, dass Tine vorläufig für drei Monate als Vormund eingesetzt wird und ihre Eignung dafür beweisen muss. Endgültig entschieden wird im Oktober.
Als Frau Freitag einen Hausbesuch machen will, lässt Neli sie nicht ins Haus. Die Haushälterin Scholz ist auf der Toilette eingesperrt und als Neli sie um keinen Preis herauslässt, ruft sie Tine mitten im Tonstudio an und Tine muss nach Hause kommen, um Frau Scholz herauszulassen. Danach kündigt Frau Scholz ihre Anstellung bei den Bergmanns. Beim Konzert macht Tine einen musikalischen Fehler, der Empörung im Quintett auslöst, nicht aber beim Publikum. Wegen heftigen Regens bringt Richter Bülow, der sich im Publikum befand, Tine mit dem Auto nach Hause und findet um Mitternacht die spielenden Kinder vor. Zudem verrät Max dem Richter seine angebliche Schuld am Tod seiner Eltern, wobei der Richter nichts ernst nimmt und gibt ihm auch „öfter“ Starthilfe für sein Auto.
Am nächsten Tag nimmt der noch jugendliche Max ein Einschreiben vom Jugendamt in Empfang, das für Tine bestimmt ist und zu allem Übel gerät dieser Brief in die Waschmaschine und Tine bekommt ihn nicht und weiß von dem Termin nichts. Am Telefon sagt Frau Freitag Tine, dass heute ein Termin gewesen wäre, und Frau Freitag verlangt eine Vorverlegung der Gerichtsverhandlung, die für Oktober bestimmt war. Bei einer Konzertprobe passt Neli im Hintergrund auf Therese auf, was ebenfalls Empörung bei Tines Kollegen auslöst. Wegen der großen Stresssituationen kündigt Tine auf Richards Wunsch als Pianistin. Am nächsten Morgen erwacht Tine in halb verwüsteten Räumen und Neli und Therese sind verschwunden, jedoch will Neli nur frische Windeln kaufen gehen. Alle suchen die beiden Mädchen nun. Später werden sie in Steyr von der Polizei aufgegriffen. Richter Bülow kommt ins Haus, warnt Max vor dem Besuch der Frau Freitag und hilft beim Aufräumen, wobei auch Opa Friedrich dazu beiträgt.
Als Frau Freitag den unangemeldeten Hausbesuch abstattet, findet sie einen perfekten Zustand vor. Frau Freitag bekommt aber davon Wind, dass dieser Zustand von Richter Bülow vorgetäuscht ist. Tine bringt bei Richter Bülow eine Post von den Kindern vorbei, danach spielen sie zusammen am Klavier und verlieben sich. Bei der Gerichtsverhandlung kann vorerst aus Liebesgründen zwischen Tine und Richter Bülow nichts entschieden werden, daraufhin übernimmt der Gerichtspräsident Haase den Vorsitz. Frau Freitag will nun die Vormundschaft auf das Jugendamt übertragen. Der Präsident spricht das Urteil aus, dass Max und Neli in ein Heim müssen und Therese in eine Pflegefamilie kommt. Die Bergmanns sind nun am Boden zerstört wie noch nie zuvor. Per Video stellen sich die neuen Pflegeeltern für Therese vor, doch die Bergmanns sind davon enttäuscht.
Tine besucht wieder Richard Oberberg, der inzwischen eine neue Pianistin gefunden hat. Er zeigt sich jetzt von seiner besten Seite und sie liebt ihn wieder. Als nun die Kinder mit Gepäck bereit sind für den Umzug ins Heim, verweigert Tine per Telefon dem Jugendamt die Übergabe der Kinder. Frau Freitag veranstaltet nun einen Polizeieinsatz, der das Haus Bergmann stürmt. Tine will die Haustür um keinen Preis öffnen und die Polizei droht mit einem Aufbruch der Tür. Noch dazu sperrt sich Neli vor Angst in ihrem Zimmer ein und will aus dem Fenster springen. Opa Friedrich stellt sich mit einem Prügel vor die Haustür und die Polizei nimmt ihn vorläufig fest. Auch die Feuerwehr wird verständigt, die ein Sprungtuch für Neli ausbreitet. Danach erscheinen auch Bülow und der Präsident Haase, die endlich den Einsatz abblasen und ihnen die Frist für eine neue Chance geben. Henning Bülow ist nun Rechtsanwalt geworden und auch ein guter Vater für die Kinder.

## Hintergrund
Der Fernsehfilm entstand als Koproduktion des ZDF und des ORF. Am 7. Oktober 2001 wurde er erstmals vom ZDF im deutschen Fernsehen ausgestrahlt.

## Kritiken
„Mit Konflikten überladenes Melodram, das auf dem Weg zum Happy End kaum ein Klischee auslässt“, befand das Lexikon des internationalen Films sehr kritisch. TV Spielfilm vergab hingegen einen Daumen nach oben und meinte, Regisseur Wolfgang Murnberger habe „auf joviale Romantik statt soziale Dramatik“ gesetzt, was „überraschend gut“ gelungen sei. Das Fazit lautete: „Ein ernstes Thema, locker-leicht inszeniert.“